# Carl von Kügelgen

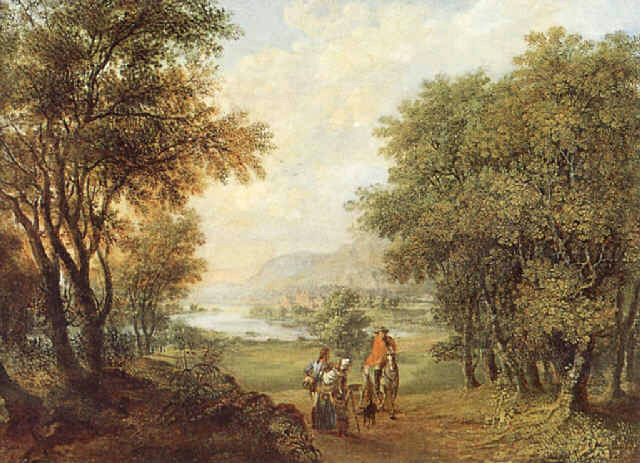
Weite, bewaldete Flusslandschaft mit einem Reiter und Bettlern.

Johann Carl Ferdinand von Kügelgen, född 6 februari 1772, död 9 januari 1832, var en tysk målare, senare rysk hovmålare. Han var tvillingbror till Gerhard von Kügelgen.
Kügelgen utförde i Ryssland och Estland en mängd porträtt samt även landskapsbilder från Krim och Finland. Han utgav även Malerische Reise in die Krim (1823).